# IC 4438
IC 4438 — галактика типу Sbc (компактна витягнута спіральна галактика) у сузір'ї Волопас.
Цей об'єкт міститься в оригінальній редакції індексного каталогу.